# Гибельное сиденье

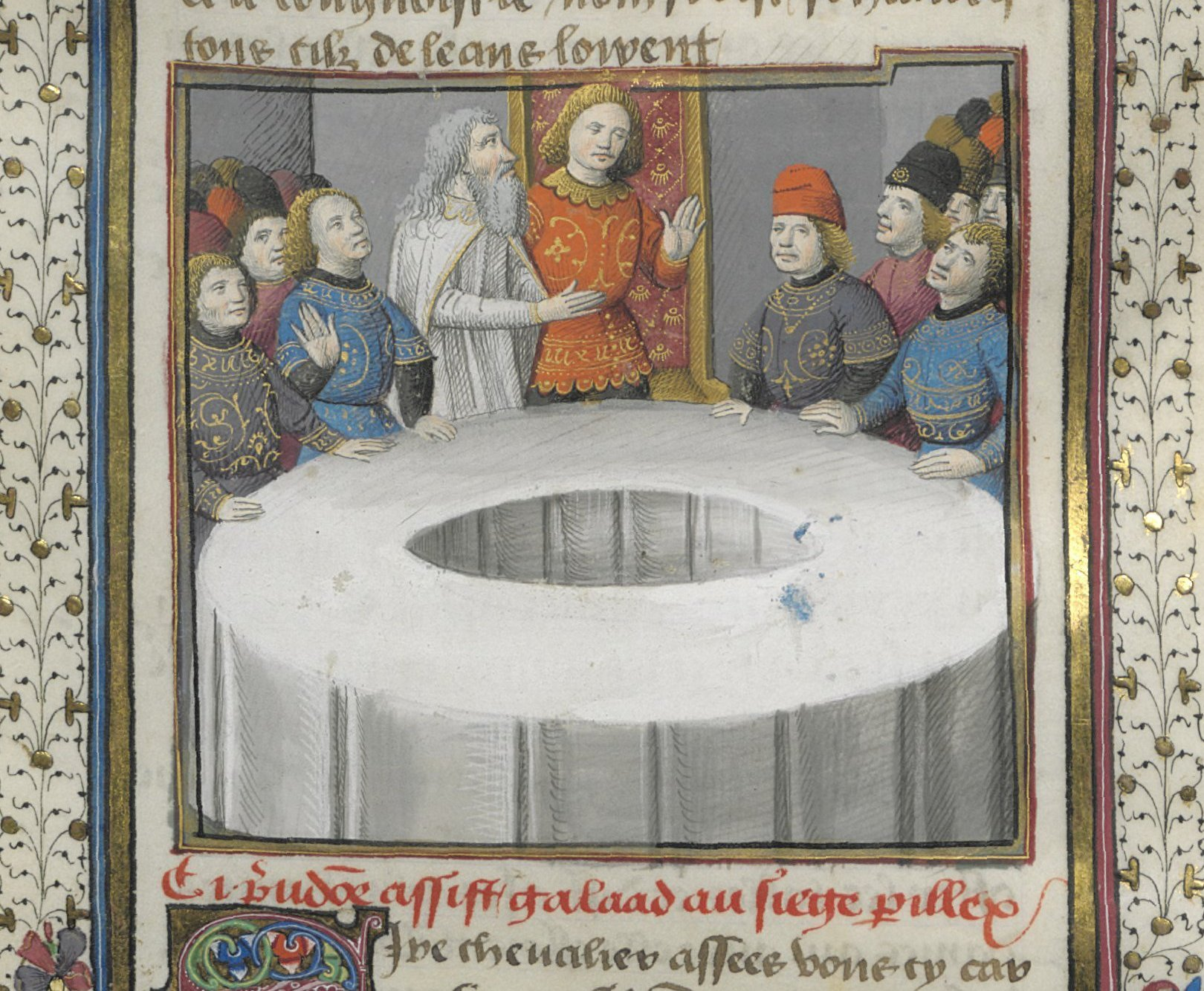
Сэр Галахад на Гибельном Сиденье

Гибельное Сиденье, иногда погибельное место (англ. Siege Perilous) — в легендах о Короле Артуре место за Круглым Столом в Камелоте, «зарезервированное» пророком и волшебником при дворе короля Артура Мерлином для достойнейшего рыцаря из достойных, того, кому будет покровительствовать Бог и кто будет годен для миссии по обретению Святого Грааля. 
При этом, сядь в это кресло недостойный, он начинал невольно сеять вокруг себя зло и погибал.

## Надпись
В некоторых прочтениях Сиденье было с самого появления Круглого Стола отмечено предупреждающей надписью, повествующей о проклятии и о том, что при появлении достойного кандидата на миссию по поискам Грааля буквы исчезнут и вместо них появится имя этого рыцаря.

## Неудачливые претенденты
Несколько рыцарей пытались занять Место, но в результате принесли сами себе несчастья. Наиболее известны из них Тристан и Балин. Оба они, заняв Сиденье, начали приносить беды и стали причиной смерти героев, а также своих близких. При этом Тристан, прежде чем сесть в кресло, считал, что проклятье не коснется его потому, что на его долю к тому времени уже и так выпали все возможные напасти.

## Рыцарь
В итоге по одной версии легенды занял Гибельное Сиденье и отправился за Граалем великий рыцарь Персиваль, а по другой — сэр Галахад, сын Ланселота Озерного. Если верить второй версии, то это случилось в день Пятидесятницы через 454 года после смерти Христа. Как и положено достигшему Грааля, Галахад не вернулся, а исчез.
Мотив Гибельного Сиденья, избранного праведного рыцаря и Грааля был разработан и несколькими авторами модификаций Артурианы.